# نادي ميسيل
نادي ميسيل (بالفرنسية:Missile Football Club) هو نادي كرة قدم من العاصمة ليبرفيل، الغابون. سبق له أن فاز ببطولة الغابون الوطنية وهي الدرجة الممتازة لكرة القدم في البلاد موسم 2010–11. يلعب الفريق حاليا مبارياته المنزلية على ملعب أوغوستين مونيدان دي سيبانغ.